# Elezioni politiche suppletive in Francia del 1960
Le elezioni politiche suppletive francesi del 1960 sono le elezioni tenute in Francia nel corso del 1960 per eleggere deputati dell'assemblea nazionale dei collegi uninominali rimasti vacanti. 

## Risultati

### 1° collegio della Maine e Loira
Le elezioni politiche suppletive nel 1° collegio della Maine e Loira si sono tenute il 22 maggio per eleggere un deputato per il seggio lasciato vacante da Victor Chatenay (UNR), a seguito alla sua elezione a membro del Consiglio Costituzionale Poiché nessun candidato ha ottenuto la maggioranza dei voti al primo turno, il 29 maggio è stato necessario procedere al ballottaggio. 
| Partito                            | Partito                            | Candidato                          | Primo turno 22 maggio 1960 | Primo turno 22 maggio 1960 | Ballottaggio 29 maggio 1960 | Ballottaggio 29 maggio 1960 |
| Partito                            | Partito                            | Candidato                          | Voti                       | %                          | Voti                        | %                           |
| ---------------------------------- | ---------------------------------- | ---------------------------------- | -------------------------- | -------------------------- | --------------------------- | --------------------------- |
|                                    | UNR                                | Jacques Millot                     | 7 716                      | 33,72                      | 9 796                       | 42,95                       |
|                                    | RMod                               | Prosper David                      | 5 773                      | 25,23                      | 6 606                       | 28,96                       |
|                                    | PCF                                | Pierre Sicard                      | 4 208                      | 18,39                      | 4 611                       | 20,22                       |
|                                    | SE                                 | Maurice Cormier                    | 2 634                      | 11,51                      | 1 795                       | 7,87                        |
|                                    | SE                                 | Louis Houdebine                    | 1 373                      | 6,00                       |                             |                             |
|                                    | SE                                 | Jean Penet                         | 877                        | 3,83                       |                             |                             |
|                                    | DVD                                | Robert de la Motte Saint-Pierre    | 299                        | 1,31                       |                             |                             |
|                                    |                                    |                                    |                            |                            |                             |                             |
| Iscritti                           | Iscritti                           | Iscritti                           | 46 700                     | 100,00                     | 46 700                      | 100,00                      |
| ↳ Votanti (% su iscritti)          | ↳ Votanti (% su iscritti)          | ↳ Votanti (% su iscritti)          | 23 401                     | 50,11                      | 23 299                      | 49,89                       |
| ↳ Voti validi (% su votanti)       | ↳ Voti validi (% su votanti)       | ↳ Voti validi (% su votanti)       | 22 880                     | 97,77                      | 22 808                      | 97,89                       |
| ↳ Schede non valide (% su votanti) | ↳ Schede non valide (% su votanti) | ↳ Schede non valide (% su votanti) | 521                        | 2,23                       | 491                         | 2,11                        |
| ↳ Astenuti (% su iscritti)         | ↳ Astenuti (% su iscritti)         | ↳ Astenuti (% su iscritti)         | 23 299                     | 49,89                      | 23 401                      | 50,11                       |
|                                    |                                    |                                    |                            |                            |                             |                             |
|                                    | Esito: collegio confermato a UNR   |                                    |                            |                            |                             |                             |

### Polinesia Francese
Le elezioni politiche suppletive nel collegio della Polinesia Francese si sono tenute il 26 giugno per eleggere un deputato per il seggio non andato ad elezioni durante la tornata generale. Poiché Marcel Pouvanaa Oopa ha ottenuto la maggioranza dei voti al primo turno, non è stato necessario procedere al ballottaggio. 
| Partito                            | Partito                            | Candidato                          | Risultati 26 giugno 1960 | Risultati 26 giugno 1960 |
| Partito                            | Partito                            | Candidato                          | Voti                     | %                        |
| ---------------------------------- | ---------------------------------- | ---------------------------------- | ------------------------ | ------------------------ |
|                                    | SE                                 | Marcel Pouvanaa Oopa               | 10 727                   | 43,89                    |
|                                    | SE                                 | Rudolf Bambridge                   | 9 544                    | 39,05                    |
|                                    | SE                                 | Atger                              | 2 238                    | 9,16                     |
|                                    | SE                                 | Céran-Jérusalemy                   | 1 467                    | 6,00                     |
|                                    | SE                                 | Nimau                              | 463                      | 1,89                     |
|                                    |                                    |                                    |                          |                          |
| Iscritti                           | Iscritti                           | Iscritti                           | 31 870                   | 100,00                   |
| ↳ Votanti (% su iscritti)          | ↳ Votanti (% su iscritti)          | ↳ Votanti (% su iscritti)          | 24 600                   | 77,19                    |
| ↳ Voti validi (% su votanti)       | ↳ Voti validi (% su votanti)       | ↳ Voti validi (% su votanti)       | 24 439                   | 99,35                    |
| ↳ Schede non valide (% su votanti) | ↳ Schede non valide (% su votanti) | ↳ Schede non valide (% su votanti) | 161                      | 0,65                     |
| ↳ Astenuti (% su iscritti)         | ↳ Astenuti (% su iscritti)         | ↳ Astenuti (% su iscritti)         | 7 270                    | 22,81                    |

## Riepilogo
| Data 1º turno | Ballottaggio   | Circoscrizione     | Collegio | Parlamentare uscente | Partito       | Parlamentare eletto     | Partito |
| ------------- | -------------- | ------------------ | -------- | -------------------- | ------------- | ----------------------- | ------- |
| 22 maggio     | 29 maggio      | Alto Reno          | 5°       | Henri Ulrich         | UNR           | Henri Ulrich            | UNR     |
| 26 giugno     | Non necessario | Polinesia Francese | 1°       | Non esistente        | Non esistente | Marcel Pouvanaa Oopalli | SE      |